# Leanyer
Leanyer är en del av en befolkad plats i Australien. Den ligger i kommunen Darwin och territoriet Northern Territory, omkring 12 kilometer nordost om territoriets huvudstad Darwin. Antalet invånare är 4 588.
Runt Leanyer är det ganska glesbefolkat, med 29 invånare per kvadratkilometer.. Närmaste större samhälle är Darwin, omkring 12 kilometer sydväst om Leanyer. 
Omgivningarna runt Leanyer är huvudsakligen savann. Savannklimat råder i trakten. Genomsnittlig årsnederbörd är 1 801 millimeter. Den regnigaste månaden är januari, med i genomsnitt 507 mm nederbörd, och den torraste är augusti, med 1 mm nederbörd.